# Distretto di Samsat
Il distretto di Samsat (in turco Samsat ilçesi) è uno dei distretti della provincia di Adıyaman, in Turchia.